# Escírtids
Els escírtidis (Scirtidae) son una família de coleòpters polífags de la superfamília dels escirtoïdeus. A tot el món n'hi ha unes 1300 espècies. Són de mida relativament petita (1,5 a 12 mm de llargada) amb el cos més o menys allargat i oval.

## Taxonomia
Els escírtids es subdivideixen en tres subfamílies:
- Subfamília Scirtinae Fleming, 1821
- Subfamília Nipponocyphoninae Lawrence and Yoshitomi, 2007
- Subfamília Stenocyphoninae Lawrence and Yoshitomi, 2007